# 牧瀬里穂
牧瀬 里穂（まきせ りほ、1971年12月17日 - ）は、日本の女優。福岡県福岡市博多区生まれ。ジェイアイプロモーション所属。夫はファッションプロデューサーのNIGO。

## 来歴
福岡県福岡市博多区に生まれる。父親の転勤に伴って鹿児島県に転居した後、小学校と中学校は佐賀県で過ごす。
中学2年の時に福岡の天神で母親と買い物しているときにスカウトされ、地元企業の広告に出演。高校は福岡女学院高校に進学したが、2年次在学中に本格的芸能界デビューが決まって上京し、東京の文化学院高等部英語科に編入した。コンテストグランプリ受賞後は少しの間だけ芸名で活動していたがすぐに本名（当時）に戻し芸能活動を開始した。
1989年、武田薬品工業主催の「ミスビタミンCハイシーガールコンテスト」で2100人の中からグランプリに選ばれ芸能界デビュー。同年12月、JR東海「クリスマス・エクスプレス」のテレビCMで一躍脚光を浴び、トップスターの仲間入りを果たした。
また、映画デビュー作となった相米慎二監督の『東京上空いらっしゃいませ』（1990年）、市川準監督の『つぐみ』（1990年）で毎日映画コンクール新人賞など各映画賞の新人賞を総なめにした。1991年10月には『Miracle Love』（竹内まりや作詞・作曲）で歌手デビューし、30万枚を超えるヒットを記録。同年12月には『バルセロナ物語』で初舞台と活躍の場を広げる。また、清純派のイメージでCMにも多数出演。一時期CM契約本数は10社以上までに上った。
宮沢りえ・観月ありさとは共に3人に共通する苗字のローマ字表記の頭文字を取って「3M」と呼ばれた。当人はこれについて、「（3Mとは）言われてただけで、3人で何かを一緒にしたとかは無い」として、自分は17歳でデビューしたのに対して他の2人は子供の頃から活躍しているので「大先輩」なので「恐れ多いな」という感じもあったと話し、宮沢りえとは会ったことがあるが観月ありさとはまだ会ったことが無い（2023年時点）と明かしている。
2002年、カナダとニュージーランドに留学をした。2007年、自身のアロマブランド『re-re』を発表した。
2008年12月16日、ファッションプロデューサーのNIGOと結婚。

## 人物
趣味は読書、歌舞伎鑑賞。特技は日本舞踊・クラシックバレエ。
ナビゲーターやナレーションの経験もあるが本人は不得手としており、やり直しがきかない生放送でのナレーションで、かなり噛んでしまうこともあった。

## 出演

### 映画
- 1990年 『東京上空いらっしゃいませ』（松竹、監督：相米慎二） - 主演 神谷ユウ 役
- 1990年 『つぐみ』（松竹、監督：市川準） - 主演 つぐみ 役
- 1991年 『幕末純情伝』（松竹、監督：薬師寺光幸） - 主演 沖田総司 役
- 1992年 『遠き落日』（松竹、監督：神山征二郎） - 山内ヨネ子 役
- 1994年 『男はつらいよ 拝啓車寅次郎様』（松竹、監督：山田洋次） - 川井菜穂 役
- 1995年 『四姉妹物語』（東宝、監督：本多昌弘） - 主演 小暮ちなみ 役
- 1996年 『宮澤賢治 その愛』（松竹、監督：神山征二郎） - 高瀬露 役
- 1997年 『ドリーム・スタジアム』（東映、監督：大森一樹） - 秋山圭子／和泉篤子 役
- 1998年 『卓球温泉』（東宝、監督：山川元） - 浦乃かなえ 役
- 2000年 『顔』（松竹、監督：阪本順治） - 吉村由香里 役
- 2000年 『ちんちろまい』（ソニー・ピクチャーズ・エンタテインメント、監督：大森一樹） - 貝原直子 役
- 2001年 『ターン』（アスミック・エース、監督：平山秀幸） - 主演 森真希 役
- 2003年 『星に願いを。』（バサラピクチャーズ、監督：冨樫森） - 青島沙希 役
- 2003年 『花』（ザナドゥー、監督：西谷真一） - 鳥越恵子 役
- 2003年 『ヴァイブレータ』（シネカノン、監督：廣木隆一） - 雑誌の女 役（特別出演）
- 2003年 『美しい夏キリシマ』（パンドラ、監督：黒木和雄） - 河合美也子 役
- 2004年 『ジャンプ』（シネカノン、監督：竹下昌男） - 鈴乃木早苗 役
- 2004年 『娘道成寺～蛇炎の恋』（松竹、監督：髙山由紀子） - 秋月遥香／秋月詩織 役
- 2005年 『HINOKIO』（松竹、監督：秋山貴彦） - 坂上ユウキ 役
- 2008年 『SAKURA～Blue Eyed Samurai』（監督：ディーン・パラスケボポラス） - 主演
- 2013年 『福岡・天神時間旅行』 - 主演・ナレーション
- 2020年 『サヨナラまでの30分』（アスミック・エース、監督：萩原健太郎） - 村瀬しのぶ 役

#### 声の出演
- 1995年 『クルタ 夢大陸の子犬』 - クルタ 役
- 2003年 『劇場版ポケットモンスター アドバンスジェネレーション 七夜の願い星 ジラーチ』（東宝） - ダイアン 役（特別出演）

### テレビ

#### 連続ドラマ
- 1990年 『トップスチュワーデス物語』1・2話（TBS） - 新人スチュワーデス 役
- 1990年 『東京湾ブルース』（テレビ朝日）
- 1992年 『二十歳の約束』（フジテレビ） - 主演 高井夕希 役
- 1994年 『西遊記』（日本テレビ） - 主演 玄奘三蔵法師 役
- 1995年 『新婚なり!』（TBS） - 小宮菜央 役
- 1997年 『はみだし刑事情熱系』第1シリーズ 第22話「広域殺人! 記憶喪失の女」（テレビ朝日） - 相馬未知子 役
- 1997年 『新・半七捕物帳』（NHK） - お粂 役
- 1998年 『太陽がいっぱい』（フジテレビ） - 谷山マリ子 役
- 2001年 NHK大河ドラマ『北条時宗』（NHK） - 梨子 役
- 2004年 『サラリーマン金太郎4』（TBS） - 須藤麗子 役
- 2004年 『一番大切な人は誰ですか?』（日本テレビ） - 松ヶ谷路留 役
- 2005年 『汚れた舌』（TBS） - 涼野杏梨 役
- 2005年 『笑う三人姉妹』（NHK） - 松岡つばめ 役
- 2006年 『ですよねぇ。』（TBS） - 栗本恭子 役
- 2006年 NHK土曜ドラマ『人生はフルコース』（NHK） - 中野（牧村）静代 役
- 2007年 木曜時代劇『柳生十兵衛七番勝負 最後の闘い』（NHK総合） - るい 役
- 2009年 『再生の町』（NHK） - 高岡樹 役
- 2019年 連続テレビ小説『まんぷく』（NHK） - 川上しのぶ 役[6]
- 2020年『閻魔堂沙羅の推理奇譚』 第7回、第8回（2020年12月12日、19日放送、NHK総合） -新山律子 役
- 2023年 連続テレビ小説『らんまん』（NHK） - 西村まつ 役[7]
- 2024年『恋愛戦略会議』（フジテレビ） - 鶴見弥生 役[8]

#### 単発ドラマ
- 1990年 金曜エンタテイメント横溝正史シリーズ第1弾『獄門島』（フジテレビ） - 鬼頭月代 役
- 1991年 オムニバスドラマ『バレンタインに何かがおきる』（TBS）内第1話「先生が好きなんです。」 - 主演
- 1991年 『秋桜 - cosmos - 』（NHK） - 主演 陽子 役
- 1991年 金曜エンタテイメント横溝正史シリーズ第2弾『悪霊島』（フジテレビ） - 三津木五十子 役
- 1991年 金曜エンタテイメント『聖夜に抱きしめて』（フジテレビ） - 特別出演
- 1991年 『ジプシーの夢 スペイン謎伝説』（フジテレビ）
- 1992年 金曜エンタテイメント横溝正史シリーズ第3弾『本陣殺人事件』（フジテレビ） - 白木静子 役
- 1993年 金曜エンタテイメント横溝正史シリーズ第4弾『悪魔の手毬唄』（フジテレビ） - 別所千恵子／青池里子 役
- 1993年 『サクラサク!おかあさんは女子大生』（TBS） - 主演
- 1994年 金曜エンタテイメント横溝正史シリーズ第5弾『犬神家の一族』（フジテレビ） - 野々宮珠世／野々宮晴世 役
- 1995年 金曜エンタテイメント横溝正史シリーズ第6弾『八つ墓村』（フジテレビ） - 菊姫 役
- 1996年 金曜エンタテイメント横溝正史シリーズ第8弾『悪魔が来りて笛を吹く』（フジテレビ） - 磯川八千代 役
- 1997年 『裸の大将放浪記』最終回（フジテレビ） - たみ子 役
- 1997年 『ヒロインたちの反乱』（WOWOW）主演
- 1998年 NHKドラマスペシャル『点と線を追え!』（NHK） - 主演 新庄礼子 役
- 1998年 金曜エンタテイメント横溝正史シリーズ第9弾『女王蜂』（フジテレビ） - 磯川八千代 役
- 1999年 月曜ミステリー劇場『前世の女』（TBS） - 主演 坂井美佐 役
- 1999年 NHKドラマの花束『ふたりでタンゴを』（NHK）
- 1999年 『走れ・ノボセモン!九州・博多』（NHK）
- 2000年 山田太一ドラマスペシャル『小さな駅で降りる』（テレビ東京） - 主演
- 2001年 女と愛とミステリー『森繁久彌サスペンス 小池真理子の「鍵老人」』（テレビ東京） - 坂本絵里 役
- 2002年 女と愛とミステリー松本清張没後10年特別企画『たづたづし』（テレビ東京） - 主演 平井アヤ 役
- 2002年 火曜サスペンス劇場『十二月の花嫁』（日本テレビ） - 主演 早坂万理子 役
- 2003年 新世紀ワイド時代劇『忠臣蔵〜決断の時』（テレビ東京） - 瑤泉院（阿久利） 役
- 2003年 TBSスペシャルドラマ『女子刑務所東三号棟4』（TBS）
- 2003年 金曜エンタテイメント『山村美紗サスペンス 都おどり殺人事件』（フジテレビ） - 主演 市駒 役
- 2004年 金曜エンタテイメント『山村美紗サスペンス 京都百人一首殺人事件』（フジテレビ） - 主演 市駒 役
- 2006年 金曜プレステージ『松本喜三郎一家物語 〜おじいさんの台所〜』（フジテレビ） - 河野末子 役
- 2007年 ドラマW『黒い春』（WOWOW） - 飯守雪子 役
- 2008年 金曜プレステージ『山村美紗十三回忌追悼新祇園芸妓シリーズ3 京都花嫁衣装殺人事件』（フジテレビ） - 主演 市駒 役
- 2015年 金曜プレミアム『潔癖クンの殺人ファイル2 芸能界“ザ・スキャンダル”』（フジテレビ） - 沢田由里子 役

#### 司会
- 1993年・1994年 『日本レコード大賞』（TBS）
- 1994年 『24時間テレビ 「愛は地球を救う」』チャリティーパーソナリティー（日本テレビ）
- 1999年 NHK-BS10周年記念『今日は?曜日』（NHK-BS）
- 2005年 歌謡チャリティーコンサート（NHK）

#### ナビゲーター
- BSジャパン開局10周年記念番組　オペラ座は生きている　～世界が喝采！　伝説の劇場のすべて～　2010年4月24日　（BSジャパン）

#### ナレーション
- 『世界ふれあい街歩き』（NHKデジタル衛星ハイビジョン）ナレーション
  - 「タスコ～メキシコ～」2005年11月1日
  - 「ローマ｢南からサンピエトロ寺院まで｣～イタリア～」2006年4月18日
  - 「マルタ島の街々～マルタ～」2006年5月16日
  - 「フィレンツェ～イタリア～」2006年5月23日
  - 「バンクーバー～カナダ～」2006年8月1日
  - 「ウェリントン～ニュージーランド～」2008年4月24日
  - 「ブリュッセル～ベルギー～」2008年6月26日
  - 「マルセイユ～フランス～」2009年1月22日
  - 「ローザンヌ～スイス～」2009年8月27日
  - 「コッツウォルズII～イギリス～」2009年9月10日
  - 「ストックホルム～スウェーデン～」2009年11月19日
  - 「ワルシャワ～ポーランド～」2010年6月13日
  - 「ビリニュス～リトアニア～」2010年7月25日
  - 「イタリアとっておきIII プロチダ～イタリア～」2011年1月23日
  - 「オーデンセ～デンマーク～」2011年7月27日
  - 「バース～イギリス～」2012年2月9日
  - 「プーケット（タイ）」2013年2月5日
- 『ドキュメントにっぽんの現場-「アサギマダラの“心”に迫れ」』2008年12月13日
- 『熱中時間 忙中"趣味"あり』熱中ドキュメント「オメガ熱中人」2009年1月16日
- 『京都とりっぷ』（テレビ愛知、2012年10月-12月）
- 『探検バクモンスペシャル 大型連休・高速道路』2015年4月29日[9]

#### その他のテレビ出演
- 『いまから出直し英語塾』（NHK教育テレビ）
- 『ナイナイの夢と笑いが丸い地球を救うのだ!!』2002年 - 2004年特番（日本テレビ）
- 『恋する映画』（シネマ）2004年7月 - 2007年6月末（読売テレビ）大阪のみ
- 『ためしてガッテン』（NHK総合）山瀬まみの代役として出演した経緯あり
- 『世界ウルルン滞在記』（毎日放送・TBS系）不定期パネラー
- 『百年名家〜築100年の家を訪ねる旅』 2012年12月 - 2022年9月（BS朝日） - 八嶋智人と共に旅人
- 『イッピン』 夏の小粋な江戸っ子ファッション東京本染め浴衣 2014年7月8日（NHK BSプレミアム）

ほか多数

### ミュージックビデオ
- 2013年 山下達郎 『クリスマス・イブ』[10]

### CM
- 1988年 テレビ西日本 マスコットキャラ「キューちゃん」紹介CM
- 1989年 - 1990年 武田薬品工業 ハイシーL
- 1989年 東海旅客鉄道（JR東海）クリスマス・エクスプレス'89
- 1990年 - 1996年 江崎グリコ ポッキー、パナップ、ポッキー四姉妹CM
- 1990年 - 1994年 資生堂 エクストラスムース、レシェンテ
- 1990年 - 1994年 三菱電機 VHSビデオデッキ、ムービー、テレビ[11]
- 1991年 東レ コンタクトレンズブレスオーハード
- 1991年 角川書店 角川文庫
- 1991年 - 1995年 味の素 コーン油、コンソメ、白がゆ
- 1991年 NTT NTTエコノミーアワーズ
- 1991年 - 1998年 郵政省 郵便貯金
- 1993年 - 1995年 本田技研工業 トゥデイ
- 1993年 キリンビール ラガービール
- 1990年代半ば デジタルツーカー九州（現:ソフトバンクモバイル） 企業CM
- 1995年 サッポロビール 北海道生ビール
- 1996年 日産自動車 スカイライン R33後期型
- 1996年 日本道路公団　東名集中工事CM
- 1997年 ライオン ソフトINワンシャンプー
- 1997年 エースコック ラメンチェ
- 1998年 サークルK （現サークルKサンクス） 花火編
- 2014年 花王 ブローネ 泡カラー
- 2022年 ニベア花王 アトリックス

### ラジオ
- 1991年 - 1996年 『牧瀬里穂・素直になりたい』 （ニッポン放送）
- ラジオドラマ キャンペーン 『奥さん 仲代達矢です』（1992年、ニッポン放送）- 本人役 [12]

### ゲームソフト
- 1993年 PCエンジンCD-ROM²用ソフト『天外魔境 風雲カブキ伝』 - 阿国 役（声の出演）

### CDドラマ
- 1998年 CD-ROM 星の王子さま（岩波書店） - 王子さま 役

### Webドラマ
- 秋元康原作の連続短編物語がWebドラマとして2006年1月31日まで無料配信された。

### Webアニメ
- おしえて アベマくん（2016年、AbemaTV） - 牧瀬里穂 役[13]

### 演劇
- 1991年 スパニッシュミュージカル『バルセロナ物語』日生劇場（大阪フェスティバルホール） - 主演
- 1992年 『飛龍伝92』 作・演出：つかこうへい （※銀座セゾン劇場） ※現在はル・テアトル銀座 - 主演
- 1996年 音楽劇『狸御殿』 演出：宮本亜門 共演：市川染五郎（新橋演舞場） - 主演
- 1996年 『晩菊』 原作：林芙美子 共演：杉村春子（芸術座）
- 1997年 『カルメンと呼ばれた女』 作：横内謙介 演出：蜷川幸雄（帝国劇場）
- 1998年 NODA・MAP番外公演『Right Eye』 作・演出：野田秀樹 - 主演
- 1999年 ジャパニーズポップスグラフィティ『上を向いて歩こう』 作・演出：高平哲郎（新橋演舞場）
- 1999年 京都南座錦秋特別公演『乱舞』 原作：有吉佐和子 演出：山田孝行（京都南座）
- 2000年 ABC50周年記念ミュージカル 『火の鳥』（松竹座） 演出：マキノノゾミ
- 2001年 東宝制作舞台『ロミオとジュリエット』（福岡博多座） - ジュリエット 役
- 2002年 TBS制作『エジソン郡の橋～天才発明家裏電説～』 演出：遠藤環（シアターVアカサカ）
- 2003年 Bunkamura『桜の園』 原作：アントン・チェーホフ 演出：蜷川幸雄（シアターコクーン）
- 2004年 松竹製作『ふるあめりかに袖はぬらさじ』 演出：坂東玉三郎 （大阪松竹座 新橋演舞場）
- 2005年 明治座新春公演『コシノものがたり』 脚本・演出：元生茂 - コシノミチコ 役
- 2006年 『恋愛戯曲』 作・演出：鴻上尚史 （池袋サンシャイン劇場） - 主演
- 2007年 TEPCO 1万人コンサート17th「真説・山椒大夫『黄金の刻』～愛と永遠の絆～」（日本武道館） - 安寿 役
- 2007年 能楽劇「『夜叉ヶ池』～能・狂言と演劇との出会い～」 - 百合 役
- 2011年 8人の女たち（ル テアトル銀座 by PARCO） - ルイーズ 役
- 2012年 8人の女たち（森ノ宮ピロティホール、ウインクあいち） - ルイーズ 役
- 2014年 コンダーさんの恋～鹿鳴館騒動記（明治座） 演出：G2 - クララ・ホイットニー 役

### 音楽
かつては歌手活動を行っていたが、1995年を最後に歌手活動を休止している。2008年2月7日放映のNHK総合『きよしとこの夜』にピーターと共にゲスト出演。この番組は音楽番組という性質上、出演当時には歌手活動を休止している俳優でもかつての持ち歌や好きな歌などを歌うことが多いが、牧瀬は特技の日本舞踊を披露したものの、一切歌わない異例の出演となった。

#### シングル
1. 『Miracle Love』（1991年10月30日発売）　作詞・作曲：竹内まりや／編曲：小林武史　
（c/w）　あいたい気持ち I dream you　作詞・作曲：大貫妙子／編曲：中村哲
2. 『ささげたい、あなたに…』　（1992年5月8日発売）「三菱電機 ムービー･ビデオCMイメージソング」作詞・作曲：上田知華／編曲：武部聡志
（c/w）　心が眠る海 ～Heart in blue～　作詞：吉元由美／作曲：澤近泰輔／編曲：山川恵津子
3. 『涙のパラシュート』　（1993年6月18日発売）　作詞：秋元康／作曲・編曲：後藤次利／コーラスアレンジ：田原音彦
（c/w）　偶然のオペラ　作詞：秋元康／作曲：松田博幸／編曲：小林信吾
4. 『遅いサンタクロース』　（1993年11月19日発売）「郵便貯金イメージソング」作詞：秋元康／作曲・編曲：後藤次利
（c/w）　思い出は笑いましょう　作詞：秋元康／作曲：西村由紀江／編曲：武部聡志
5. 『誰にも明日はやって来る』　（1995年3月1日発売）　映画｢クルタ｣主題歌　'95ゆうちょフレッシャーズキャンペーンCMソング

#### アルバム
1993年9月17日発売 『PS. RIHO』
1. 唇の契約書
作詞：秋元康／作曲・編曲：後藤次利／コーラスアレンジ：高尾直樹
2. RIHO
作詞：秋元康／作曲・編曲：後藤次利／コーラスアレンジ：田原音彦
3. 恋に落ちて
作詞・作曲：高見沢俊彦／編曲：井上鑑
4. 国境に近い愛の歌
作詞：秋元康／作曲：小室哲哉／編曲：久保こーじ／コーラスアレンジ：小室哲哉
5. ささげたい、あなたに…
作詞・作曲：上田知華／編曲：武部聡志
6. 雨
作詞：牧瀬里穂／作曲：西村由紀江／編曲：船山基紀
7. キャンセルされたプライバシー
作詞：秋元康／作曲：小室哲哉／編曲：久保こーじ／コーラスアレンジ：小室哲哉
8. 涙のパラシュート
作詞：秋元康／作曲・編曲：後藤次利／コーラスアレンジ：田原音彦
9. クリスマスが来れば
作詞：秋元康／作曲：増崎孝司／編曲：井上鑑
10. いつも そばにいて
作詞：秋元康／作曲・編曲：後藤次利／コーラスアレンジ：高尾直樹
11. Miracle Love
作詞・作曲：竹内まりや／編曲：小林武史

2002年 『My これ!クション 牧瀬里穂 BEST』
1. Miracle Love
2. あいたい気持ち I dream you
3. ささげたい、あなたに…
4. 心が眠る海～Heart in blue～
5. 涙のパラシュート
6. 偶然のオペラ
7. 遅いサンタクロース
8. 思い出は笑いましょう
9. 誰にも明日はやって来る
10. 唇の契約書
11. RIHO
12. 恋に落ちて
13. 国境に近い愛の歌
14. 雨
15. キャンセルされたプライバシー
16. クリスマスが来れば
17. いつも そばにいて

### 写真集
- 1991年 『牧瀬里穂ファースト写真集』（角川書店）
- 1993年 『RIHO MAKISE PHOTOGRAPHS』（集英社）
- 2000年 『epoch』（新潮社）

### 著作
- 『廻り道、通り道、マキセ道 ～人生リセットプチ留学～』（幻冬舎 ISBN 4344004930） 2004年3月25日発売
- 『ふつうはとくべつ』（KKベストセラーズ ISBN 9784584133156）2011年5月25日発売

## 受賞歴
- 1990年 第14回山路ふみ子映画賞新人女優賞[14]、報知映画賞新人賞、日刊スポーツ映画大賞新人賞
- 『CM NOW』（玄光社）が毎年開催する「読者が選ぶCM大賞」で、1990年・1991年・1994年にCM大賞1位を獲得した。
- 1991年 日本映画テレビプロデューサー協会エランドール賞新人賞、毎日映画コンクールスポニチグランプリ新人賞、ヨコハマ映画祭最優秀新人賞、ブルーリボン賞新人賞、おおさか映画祭主演女優賞新人賞、第28回ゴールデン・アロー賞映画新人賞、第64回キネマ旬報ベスト・テン新人女優賞、ビデオでーたビデオソフト大賞特別賞ベストタレント賞、第14回日本アカデミー賞優秀主演女優賞、新人俳優賞[15]、高松市オリーブ映画祭新人女優賞。
- 1993年 第16回日本アカデミー賞優秀助演女優賞。
- 1993年 日本ジュエリーベストドレッサー賞。
- 2002年 毎日映画コンクール主演女優賞。
- 2011年9月1日 「The Best of Beauty 2011」を、広末涼子、戸田恵梨香、溝端淳平、剛力彩芽とともに受賞[16]。